# Paul LaMastra
Paul LaMastra (* 29. März 1941 in Elizabeth, New Jersey) ist ein US-amerikanischer Filmeditor.

## Leben
LaMastra begann seine Laufbahn als Schnittassistent Ende der 1960er Jahre. Ab 1971 war er als eigenständiger Editor aktiv. Er war fast ausschließlich an Fernsehproduktionen beteiligt. 1985 sowie 1990 wurde er für seine Arbeit mit dem Emmy ausgezeichnet. 1986 und 1988 konnte er den Eddie Award gewinnen. Im Jahr 2010 wurde er mit dem ACE Career Achievement Award der American Cinema Editors geehrt.

## Filmografie (Auswahl)
- 1971: Chrom und heißes Leder (Chrome and Hot Leather)
- 1983: Bekenntnisse eines Ehemanns (Confessions of a Married Man)
- 1985: Liebe ohne Worte (Love Is Never Silent)
- 1988: Gesprengte Ketten – Die Rache der Gefangenen (Great Escape II: The Untold Story)
- 1990: Im Schatten des Todes (The Perfect Tribute)
- 1992: Katastrophenflug 232 (Crashlanding: The Rescue of Flight 232)
- 1997: Gefangene des Hasses (Convictions)
- 1998: Helen Keller – Weg aus dem Dunkel (Monday After the Miracle)
- 1998: Replacing Dad – Eine Familie ohne Vater (Replacing Dad)
- 1998: Nicht perfekt (Different)
- 1999: Wer Sturm sät (Inherit the Wind)
- 2000: The Color of Love: Jacey’s Story
- 2000: Surfer Girls
- 2001: The Killing Yard
- 2006: Der stille Don (Quiet Flows the Don)